# Кирил Матеев
Кирил Александров Матеев е български художник живописец. Картините му са вдъхновени от българската природа и особено от високите планини, които той познава отлично и изобразява в различни състояния и сезони.

## Биография
Кирил Матеев е роден на 5 март 1920 г. в Цариброд, Западните покрайнини, днес в Сърбия. През 1945 г. завършва Художествената академия в София със специалност „Монументална стенопис“ в класа на проф. Дечко Узунов. Започва с илюстрации и оформление на книги, както и плакати. От 1946 г. почти всяка година прави самостоятелни изложби из България: София, Враца, Пловдив, Стара Загора, Варна, Бургас, Силистра, Димитровград, Самоков, Чирпан, Габрово, Горна Оряховица и други градове.
Негови картини са притежание на Националната художествена галерия, Софийската градска художествена галерия и други галерии, на организации и частни лица.
Рисува с любов и лирично настроение високопланински пейзажи от Рила и Пирин, понякога и от Родопите и Стара планина. Сред неговите творби са „Страшното езеро“ и „Мусала зиме“, „Долината на Урдина река" „Връх Орловец“, „Седемте рилски езера“ (Рила), „Василашко езеро“ и „Стражите“, „Диви свине“, „Мечка с мечета“, „Мелник“ и много други.
Умира през 2006 г.